# Charkhari
Charkhari fou un estat tributari protegit al Bundelkhand, a l'Agència de l'Índia Central. La superfície era de 2.038 km² i la població (1881) de 143.015 habitants, el 1891 de 143.108 habitants i el 1901 de 123.254 habitants. Formaven l'estat una ciutat (Charkhari amb 11.718 habitants el 1901) i 504 pobles. Estava format per nou parts separades, vuit de les quals estaven rodejades de territori britànic al districte d'Hamirpur i la novena, la més gran, a la zona del riu Dhasan envoltada per territori d'Orchha, Chhatarpur i Bijawar. Els rius principals eren el Ken i el Dhawan. Administrativament estava dividit en 4 parganes, governades per tahsildars: Bawan-Chaurasi, capital Charkhari; Itanagar (a l'oest del Dhasan); Ranipura; i Satwara (capital Chandla).
El maharajà era un bundela descendent de Chattar Sal. El raja va rebre un sanad de confirmació de la possessió el 1804, ratificat el 1811. La capital era Charkhari amb una fortalesa i un llac.

## Història
L'estat es va formar el 1765. Chatar Sal, el sobirà de Panna, el 1731 va dividir el seu estat en diverses porcions i una d'aquestes amb capital a Jaitpur fou assignada al seu tercer fill Jagat Rah. A la seva mort va esclatar un conflicte successori quan el tercer fill, Kirat Singh, que havia estat nomenat hereu, va premorir al pare i un germà de nom Guman Singh va intentar agafar el poder. Un altre fill, Pahar Singh, s'hi va oposar i el va derrotar. Guman Singh i el seu germà Khuman Singh que li donava suport es van refugiar al fort de Charkari. Pahar Singh va fer un acord amb els seus parents el 1764 i va cedir el territori de Banda a Guman i el territori de Charkhari a Khuman Singh. Així aquest fou el primer raja de Charkhari; va morir el 1782 i el va succeir el seu fill Bijai Bikramalht Bahadur Singh enfrontat contínuament amb els seus parents, especialment Arjun Singh de Banda, i finalment fou expulsat del seu principat.
El 1789 Bijai, amb l'esperança de recuperar l'estat es va unir a Ali Bahadur i Himmat Bahadur en la seva invasió de Bundelkhand; va rebre d'Ali Bahadur el 1798 un sanad per Charkari amb la fortalesa i el territori. El 1803 quan els britànics van entrar al Bundelkhand, Bijai fou el primer sobirà bundela a arranjar un acord i fou confirmat per sanad en els seus territoris el 1804, seguit d'un nou sanad el 1811. Va morir el 1829 i el va succeir el seu net Ratan Singh fill del seu fill il·legítim Ranjit Singh que havia premort després de ser reconegut per la successió el 1822. Va ser lleial als britànics el 1857 i va rebre a canvi el privilegi d'adopció, un territori en jagir i robes honorífiques, i salutació hereditària d'11 canonades. Va morir el 1860 (el privilegi d'adopció fou confirmat el 1862) i el va succeir el seu fill Jai Singh Deo, un menor, que va obtenir poders en arribar a la majoria el 1874 però pel seu mal govern fou nomenat un superintendent britànic el 1879 i li foren retirats els principals poder (1880). Jai Singh va morir poc després i la seva vídua va adoptar Malkhan Singh de 9 anys, sota regència d'un supertintendent polític. El 1886 fou posat sota autoritat de l'agent polític al Bundelkhand i el 1894 el maharajà va rebre plens poders.
La moneda era de dues classes; el snnagarf, encunyat a Rath, al districte d'Hamirpur, i el raja shahi, encunyat a Charkhari. Des de 1864 circulava la moneda de l'Índia Britànica que va esdevenir l'única legal després de 1880. Va emetre també segells de correus. L'exèrcit era de 138 homes dels quals 28 de cavalleria; la policia eren 73 homes a més de 320 policies rurals.
La bandera era vermella rectangular amb una vora groga pels quatre costats; al centre, l'escut.

## Llista de rages i maharajas
- Raja Khuman Singh 1765-1782
- Raja Vijay Bahadur Singh 1782-1829
- Raja Ratan Singh 1829-1860
- Raja Jai Singh Deo 1860-1880
- Maharajadhiraj Sipahdar-ul-Mulk Sir Malkhan Singh Ju Deo Bahadur 1880-1908
- Maharajadhiraj Sipahdar-ul-Mulk Jujhar Singh Ju Deo 1908-1914
- Maharajadhiraj Sipahdar-ul-Mulk Ganga Singh Ju Deo 1914-1920
- Maharajadhiraj Sipahdar-ul-Mulk Sir Arimardan Singh Ju Deo Bahadur 1920-1941 (+8 de novembre de 1941)
- Maharajadhiraj Sipahdar-ul-Mulk Jayendra Singh Ju Deo 1942-1948 (+ 7 de gener de 1977)